# Grand Hôtel (roman)
Pour les articles homonymes, voir Grand Hôtel.
Grand Hôtel (sous-titré Un roman feuilleton, avec arrière-plans ; allemand : Menschen im Hotel. Kolportageroman mit Hintergründen) est un roman de Vicki Baum, paru pour la première fois en 1929.
L'action du roman se situe à Berlin pendant les années 1920, surnommées en allemand les « années 20 dorées » (die goldenen 1920-er). Divers individus se croisent dans un hôtel luxueux de la capitale allemande. Leur destin se mêle le temps de quelques instants, avant de se séparer à nouveau et de les renvoyer à leur solitude.

## Résumé

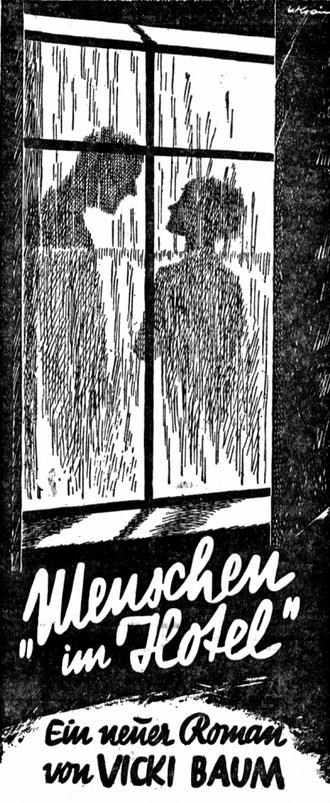
Publicité pour le roman (en allemand), 1929.

Le roman se déroule presque exclusivement au sein d'un hôtel de luxe berlinois. Y sont décrites les relations qui se développent entre les clients du palace. Dès le début du roman apparaît le personnage de Grousinskaïa, danseuse de ballet renommée mais vieillissante. L'apogée de sa gloire est désormais derrière elle, la ballerine ne danse plus que dans des théâtres à moitié vide. Au fur et à mesure du roman, Grousinskaïa souffre de plus en plus de sa renommée déclinante, de sa solitude et de son âge avancé. Toujours de mauvaise humeur, elle souffre de dépression et prend des tranquillisants. Dans le hall d'entrée, le Dr Otternschlag, personnage esseulé, ne cesse de s'enquérir à la réception d'un message ou d'une lettre à son attention, chose qui n'arrive jamais. Ce dernier vit comme un locataire de longue date aigri dans l'hôtel et est morphinomane. Chaque soir, il songe à mettre fin à ses jours par une overdose, mais il n'en trouve pas le courage.
Le personnage du jeune baron Gaigern survient ensuite, il s'agit d'un aristocrate désargenté doublé d'un cambrioleur acrobate qui trompe toutes les apparences. À cette ribambelle de personnages s'ajoute bientôt M. Kringelein, employé issu de la classe moyenne inférieure. Il pénètre dans le Grand Hôtel pour demander une chambre luxueusement meublée, la même somptueuse chambre que le directeur général Preysing, que Kringelein prétend connaître, réserve toujours. La tournure simple de Kringelein tranche avec l'opulence de l'hôtel de luxe si bien que la réceptionniste refuse d'abord d'octroyer une chambre à M. Kringelein. Sur ce, le lecteur apprend que Kringelein est atteint d'une maladie en phase terminale et qu'il a décidé de couper les ponts avec ses employeurs et sa famille, dans l'optique de profiter de la vie jusqu'à sa mort. Kringelein fait la connaissance du client régulier de l'hôtel, le Dr Otternschlag, qui soutient Kringelein dans sa demande face à la réceptionniste. Les deux se donnent rendez-vous pour aller voir Grousinskaïa au théâtre ce soir-là. C'est la première visite de Kringelein au théâtre.
Le lendemain, le directeur général Preysing se présente à l'hôtel. Il y vient négocier la fusion de son entreprise avec une firme de Chemnitz. Le succès des négociations doit décider du sort de l'entreprise familiale. Preysing parvient à convaincre les représentants de l'entreprise de Chemnitz, mais c'est au prix d'une duperie : il laisse accroire ses partenaires de négociation qu'une entreprise anglaise veut elle aussi fusionner avec l'entreprise familiale. Lors de son séjour au Grand Hôtel, Preysing est tenté de tromper sa femme avec la secrétaire adjointe de son avocat, Flammèche (Flammchen (petite flamme) dans la version originale), ce qu'il finira par faire. Grousinskaïa danse le soir-même devant un parterre à moitié vide. Elle retombe dans un état dépressif. À l'entracte, elle refuse de continuer à danser, s'enfuit à l'hôtel où elle compte se suicider d'une overdose de tranquillisants. Dans sa chambre, elle surprend le baron Gaigern, qui tentait de voler son précieux collier de perles. Le jeune baron prétend alors, pour sauver les apparences, qu'il est amoureux de Grousinskaïa et qu'il s'est introduit dans sa chambre par la façade pour le lui avouer. Grousinskaïa tombe dans les bras du jeune Gaigern. Après une nuit d'amour, les deux tombent véritablement amoureux l'un de l'autre. Gaigern veut suivre la diva à Vienne.
Afin de se procurer l'argent nécessaire pour son voyage à Vienne, Gaigern se rapproche de Kringelein. Il propose de lui révéler ce qu'est la vraie vie de la grande ville. Tout d'abord, Gaigern et Kringelein visitent une boutique chic de vêtements pour hommes pour que Kringelein s'achète des vêtements neufs et élégants. Ils conduisent ensuite ensemble une automobile, prennent l'avion, assistent à un match de boxe, visitent un casino et finissent dans une boîte de nuit. Là, Kringelein s'effondre à cause de douleurs à l'estomac. À l'hôtel, il est soigné par le Dr Otternschlag qui lui injecte de la morphine et empêche Gaigern de le voler. Kringelein se rétablit, il est comme métamorphosé. Lui qui a abandonné son travail de comptable recherche son patron, Preysing, pour lui dire ses quatre vérités. Il dénonce les mauvaises conditions de travail des salariés de l'entreprise de Preysing. La nouvelle maîtresse de Preysing, Flammèche, est impressionnée par Kringelein. Pendant ce temps, le baron Gaigern a choisi le directeur général comme prochaine victime. Mais il est de nouveau pris sur le fait. Au cours d'une bagarre, Preysing tue le baron. La police l'arrête et le met en cause pour homicide involontaire. Au cours de l'enquête contre Preysing, sa famille découvre sa liaison avec Flammèche et sa fraude est révélée dans l'entreprise. Preysing est un homme fini. Flammèche, quant à elle, cherche et trouve l'affection de Kringelein. Les deux décident de voyager ensemble. Le docteur Otternschlag reste seul dans le hall de l'hôtel, exactement comme au début du roman, et Grousinskaïa attend à Vienne son jeune amant, en vain.

## Développement
Le roman se déroule presque exclusivement dans un hôtel de luxe berlinois et se nourrit des relations qui se nouent entre les clients qui y sont descendus. L'Hôtel Excelsior aurait servi de modèle. Dans le programme de la première représentation de la pièce de théâtre Menschen im Hotel, Vicki Baum affirma plus tard qu'elle avait fait ses expériences pour ce roman dans les années 1920 en tant que femme de chambre à l'Hôtel Bristol de Berlin. Mais ce n'était qu'un gag publicitaire, comme l'a reconnu l'auteur en 1959. Dès le début du roman, on découvre la célèbre danseuse de ballet Grousinskaïa vieillissante, qui a déjà dépassé son zénith et ne danse plus que dans des théâtres moyennement remplis. Vicki Baum avait déjà utilisé le personnage de la ballerine vieillissante en 1926 dans la nouvelle Panik. Geschichte einer Entgleisung (lit. Panique. Histoire d'un déraillement).

## Adaptations cinématographiques
Le roman fut adapté trois fois au cinéma. En 1932, une version hollywoodienne est produite sous le titre Grand Hotel, réunissant un casting vedette, le fil remporte l'Oscar du « meilleur film ». Une autre adaptation cinématographique parut en 1945 sous le titre Week-end au Waldorf. Enfin en 1959 une dernière adaptation cinématographique allemande fut produite.
- 1932 : Grand Hotel – Réalisé par Edmund Goulding, avec Greta Garbo, John Barrymore, Joan Crawford, Wallace Beery et Lionel Barrymore.
- 1945 : Week-end au Waldorf - Réalisé par Robert Z. Leonard, avec Ginger Rogers, Walter Pidgeon, Van Johnson et Lana Turner.
- 1959 : Grand Hôtel – Réalisé par Gottfried Reinhardt.

## Versions
- Vicki Baum (trad. G. et R. Baccara), Grand Hôtel. Un roman feuilleton, avec arrière-plans., Paris, Stock, 1956.
- Vicki Baum (trad. de l'allemand par G. et R. Baccara), Grand Hôtel, Paris, Union Générale d'Éditions, 1984, 355 p. (ISBN 2-264-00585-8).
- Vicki Baum (trad. de l'allemand par G. et R. Baccara), Grand Hôtel, Paris, Phébus, coll. « D'aujourd'hui. Étranger. », 1997, 316 p. (ISBN 2-85940-495-3).